# فرانك إتش غونثر
فرانك إتش غونثر (بالإنجليزية: Frank H. Guenther)‏ هو عالم أعصاب أمريكي، ولد في 18 أبريل 1964.